# Parochthiphila kimmerica
Parochthiphila kimmerica är en tvåvingeart som beskrevs av Tanasijtshuk 1968. Parochthiphila kimmerica ingår i släktet Parochthiphila och familjen markflugor. Inga underarter finns listade i Catalogue of Life.